# Carl Grundström
Carl Grundström, född 1 december 1997 i Umeå, är en svensk professionell ishockeyspelare som tillhör NHL-organisationen Los Angeles Kings och spelar för deras farmarlag Ontario Reign i AHL.
Han har tidigare spelat för Toronto Marlies i AHL, Frölunda HC och Modo Hockey i SHL och Björklöven i Hockeyallsvenskan.

## Spelarkarriär

### SHL
Carl, som är uppvuxen i Umeå, spelade hela sin barndom och stora delar av tonåren för sin moderklubb IF Björklöven. Grundströms SHL-debut skedde med Modo Hockey i en match mot Växjö Lakers den 4 oktober 2014.
Efter att Modo degraderades till Hockeyallsvenskan i slutet av säsongen 2015/16 skrev Grundström ett tvåårigt kontrakt med Frölunda HC den 13 april 2016.

### NHL

#### Toronto Maple Leafs
Grundström draftades i andra rundan, som 57:e spelare totalt, av Toronto Maple Leafs i NHL Entry Draft 2016.
Den 29 april 2017 skrev Grundström under ett treårigt entry level-kontrakt med NHL-laget Toronto Maple Leafs.
2018 vann han Calder Cup med Toronto Marlies i AHL, klubbens första seger någonsin.

#### Los Angeles Kings
Den 28 januari 2019 tradades han tillsammans med Sean Durzi och ett draftval i första rundan 2019 till Los Angeles Kings, i utbyte mot Jake Muzzin.